# Вищин
Вищин (бел. Ві́шчын) — деревня в Рогачёвском районе Гомельской области Беларуси. В составе Кистеневского сельсовета.

## География

### Расположение
В 16 км на северо-восток от районного центра и железнодорожной станции Рогачёв (на линии Могилёв — Жлобин), 103 км от Гомеля.

### Гидрография
На реке Днепр.

## Транспортная сеть
Транспортные связи по просёлочной, затем автомобильной дороге Кистени - Мадора и далее по трассе P97 Рогачёв — Быхов. Планировка состоит из двух улиц (вдоль поймы Днепра), застроенных по обе стороны деревянными домами усадебного типа.

## История

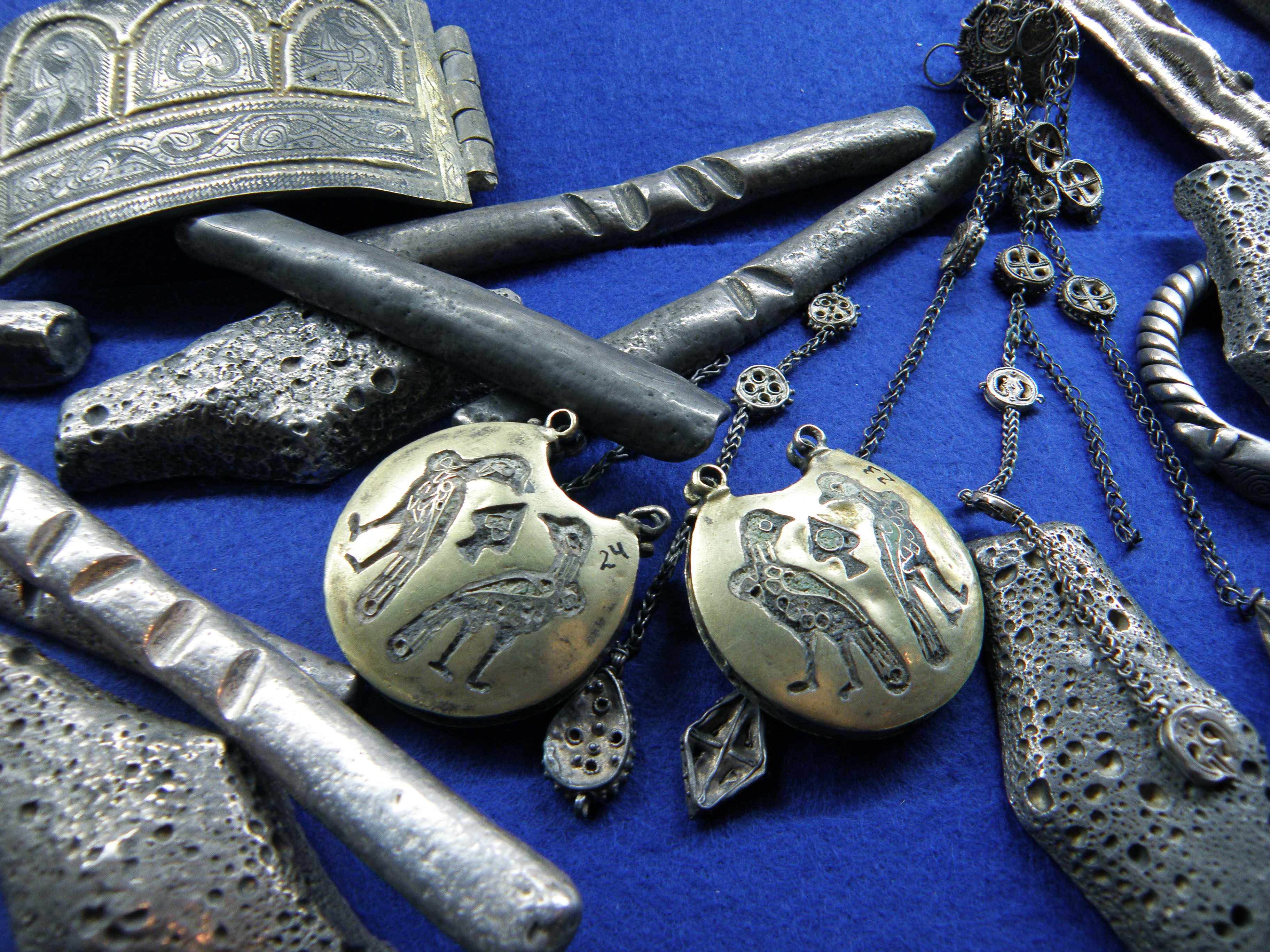
Вищинский клад

На правом высоком берегу Днепра археологами обнаружено городище XI — XIII веков, где находился замок, который в середине XIII века разрушен и сожжён. Около деревни найдена свинцовая печать Мстислава Ростиславича Храброго. О довольно широких связях Вищина с другими регионами свидетельствует и найденный здесь в 1979 году клад конца XII — начала XIII веков. По письменным источникам известна с XIII века. В Ипатьевской летописи упоминается под 1258 годом[прояснить]. Позже в Речицком повете Минского воеводства Великого княжества Литовского.
По документам 1567 года деревня должна была выделять своих ополченцев для посполитого рушения — мобилизация в армию ВКЛ в ответ на вторжение войск московского царя Ивана IV Грозного. От Вищина в составе речицкой хоругви указывается шляхтич Васко Анцута, подобно прочим призванным ратникам повета имевший экипировку казацкого типа:

… Васко Анцута з Вишчина коникъ, пнцр., при., согай., саб., рогати. …
— Попис войска великого княжества Литовского 1567 года
В первой половине XVI века имение Вищин от короля Сигизмунда Старого за военные заслуги получил Григорий Вардынский. Его потомки (сын Теодор, внук Павел и прочие), по этому имению принявшие фамилию Вищинские, оставались полноправными владельцами Вищина, сдавали имение в аренду прочим лицам до 1670-х годов, когда в период экономического и политического кризиса «родовыя Вищинских имения Вищин и Шапчицы» были присоединены к Рогачевскому староству графом Леонардом Поцеем. Вищинские безуспешно пытались восстановить право на владение этими имениями вплоть до присоединения земель Рогачевского староства к Российской Империи:

Из дела чествует, что предок оного Вищинского Павел Вердинский до присоединения еще Княжества Литовского к Польше владел жалованным деду его и отцу по привилегии Польского Короля Сигизмунда Августа имением Вищин называемым, также землю в Рогачевском Повете лежащею и потом женясь на дочери Ивана Рубля, в роду своем по мужескому колену последнего, получил в 1596-м году от Короля Сигизмунда III-го грамоту на владеемое тестем его по таковой же грамоте недвижимое имение Шапчицы с деревнями, также дом в Рогачеве и землю в том Повете. По первому родовому имению Вищин принял он и фамилию Вищинского, и таким образом он и наследники его владели сими имениями спокойно, отдавали оные разным людям в содержание по контрактам …

Упоминается в 1756 году как деревня в Рогачёвском войтовстве Рогачёвского староства.
После 1-го раздела Речи Посполитой (1772 год) в составе Российской империи. По ревизии 1816 года в Рогачёвском уезде Могилёвской губернии, во владении Ланевских. В 1881 году работал хлебозапасный магазин. Согласно переписи 1897 года действовали часовня, 2 ветряные мельницы, питейный дом. В начале XX века действовали школа и мельница, в Кистенёвской волости. В 1909 году 1206 десятин земли.
В 1930 году организован колхоз «Красный маяк», работали ветряная мельница и кузница. Во время Великой Отечественной войны каратели в 1943 году сожгли 27 дворов, убили 2 жителей. В бою около деревни 20 февраля 1944 года отличился командир роты, старший лейтенант И. И. Хмель (посмертно присвоено звание Герой Советского Союза), а 21 февраля 1944 года — орудийный расчёт во главе с А. И. Громовым и взвод под командованием М. Г. Молодикова (обеим присвоено звание Героя Советского Союза). Освобождена 24 февраля 1944 года. В боях за деревню и окрестности погибли 89 советских солдат. 44 жителя погибли на фронте. Согласно переписи 1959 года в составе совхоза «Кистени» (центр — деревня Кистени).

## Население

### Численность
- 2004 год — 55 хозяйств, 78 жителей.

### Динамика
- 1816 год — 33 двора, 246 жителей.
- 1881 год — 75 дворов, 502 жителя.
- 1897 год — 113 дворов 832 жителя (согласно переписи).
- 1909 год — 858 жителей.
- 1925 год — 117 дворов.
- 1959 год — 421 житель (согласно переписи).
- 2004 год — 55 хозяйств, 78 жителей.

## Достопримечательность
- Поселение периода древней Руси (1-е тыс. н.э.), урочище Янков Рог —  Историко-культурная ценность Республики Беларусь, шифр 313В000608
- Городище периода раннего железного века (1-е тыс. да н.э. — 1-е тыс. н.э.) —  Историко-культурная ценность Республики Беларусь, шифр 313В000609
- Братская могила (1944) —  Историко-культурная ценность Республики Беларусь, шифр 313Д000610
- Вищинский клад. Найден в 1979 году при исследовании крепостной стены и состоит из двух частей: вещевой и денежной. Вещевая часть представлена различными серебряными женскими украшениями: колтами, подвесками, браслетами и другими предметами. Денежная часть клада состоит из серебряных гривен: 6 — киевского типа, 2 — новгородского типа, 8 целых и 2 обрубков литовского типа. Общий вес клада — около 2 килограмм. В данный момент предметы вищинского клада находятся в нумизматической экспозиции лаборатории музейного дела исторического факультета Белорусского государственного университета.

### Утраченное наследие
- Вищинский замок. Раннефеодальный замок, существовавший в XII—XIII веках на правом берегу Днепра между деревнями Вищин и Кистени Рогачёвского района.